# Floorball Mainz
Floorball Mainz e. V. ist ein deutscher Floorball-Verein aus Mainz (Rheinland-Pfalz). Der Verein wurde am 22. Oktober 2013 aus einer Abteilung des Vereins Fit und Gesund Hechtsheim e. V. ausgegründet und ist beim Amtsgericht eingetragen und als gemeinnützig anerkannt. Floorball Mainz ist Gründungsmitglied im Floorball Verband Rheinland-Pfalz/Saarland (Floorball RLP/Saar) und ist mit drei Herrenmannschaften, einer Damenmannschaft und sechs Jugendmannschaften der größte Floorballverein im Verbandsgebiet. Floorball Mainz ist Mitglied im Floorball Verband RLP/Saar, im Stadtsportverband Mainz, im Volleyball-Verband Rheinhessen sowie im Sportbund Rheinhessen.

## Herrenmannschaft

### Ligabetrieb (Großfeld)
| Saison   | Liga (Spielklasse)                     | Platzierung | Ligastärke | Sonstiges |
| -------- | -------------------------------------- | ----------- | ---------- | --- |
| 2010/11* | Regionalliga West (III)                | 1.          | 6          | Spielgemeinschaft mit der TSG Erlensee                                                                       |
| 2011/12* | 2. Floorball Bundesliga Nord/West (II) | 7.          | 9          | Spielgemeinschaft mit der TSG Erlensee                                                                       |
| 2012/13* | Regionalliga West (III)                | 3.          | 9          | Spielgemeinschaft mit den UC Marburger Elche                                                                 |
| 2013/14  | Regionalliga West (III)                | 4.          | 10         | - |
| 2014/15  | Regionalliga West (III)                | 8.          | 8          | - |
| 2015/16  | keine Teilnahme                        | -           | -          | - |
| 2016/17  | Regionalliga West (III)                | 5.          | 7          | - |
| 2017/18  | Regionalliga West – Hessen (III)       | 6.          | 6          | - |
| 2018/19  | Regionalliga West – Hessen (III)       | 4.          | 6          | Halbfinale gegen TSV Griedel (5:5, 3:11), Spiel um Platz 3 gegen Frankfurt Falcons (2:6, 7:10)               |
| 2019/20  | Regionalliga West – Hessen (III)       | 2.          | 6          | Halbfinale gegen TSV Griedel (2:10, 5:10), Spiel um Platz 3 gegen Frankfurt Falcons entfallen                |
| 2020/21  | Regionalliga Hessen (III)              | 3.          | 7          | Saison auf Grund der Coronapandemie nach dem 2. Spieltag abgebrochen.                                        |
| 2021/22  | Regionalliga West – Hessen (III)       | 4.          | 8          | - |
| 2022/23  | Regionalliga West – Hessen (III)       | 1.          | 5          | Final4West: Halbfinale gegen ASV Köln (7:5), Finale gegen SSF Dragons Bonn U21 (6:4); Aufstieg in die 2. FBL |
| 2023/24  | 2. Floorball Bundesliga Süd/West (II)  | 7.          | 7          | Rückzug in die Regionalliga                                                                                  |
| 2024/25  | eFloorball.de-Regionalliga Hessen GF   | 3.          | 7          | |
| 2025/26  | eFloorball.de-Regionalliga Hessen GF   |             | 7 oder 8   | |

(*) = als Abteilung

### Floorball Deutschland Pokal(Großfeld)
| Saison   | 64-tel Finale                     | 32-tel Finale                  | 16-tel Finale          | Achtelfinale     |
| -------- | --------------------------------- | ------------------------------ | ---------------------- | ---------------- |
| 2010/11* | nicht ausgespielt                 | SSF Dragons Bonn II (15:5)     | TSV Berkersheim (9:4)  | UHC Döbeln (5:9) |
| 2011/12* | nicht ausgespielt                 | Freilos                        | UHC Weißenfels (0:24)  |                  |
| 2012/13  | keine Teilnahme                   |                                |                        |                  |
| 2013/14  | UHC Sparkasse Weißenfels II (6:7) |                                |                        |                  |
| 2014/15  | PSV Wikinger München (2:10)       |                                |                        |                  |
| 2015/16  | keine Teilnahme                   |                                |                        |                  |
| 2016/17  | Freilos                           | SG Heidelberg / Mannheim (9:3) | UHC Döbeln (2:9)       |                  |
| 2017/18  | Lumberjacks Rohrdorf (2:4)        |                                |                        |                  |
| 2018/19  | Floorball Bautzen (1:6)           |                                |                        |                  |
| 2019/20  | Lumberjacks Rohrdorf (5:7)        |                                |                        |                  |
| 2020/21  | FBC Heidelberg (4:3)              | Floor Fighters Chemnitz (2:18) |                        |                  |
| 2021/22  | FBC Heidelberg (7:2)              | Floorball Griedel (10:3)       | DJK Holzbüttgen (1:16) |                  |
| 2022/23  |                                   |                                |                        |                  |
| 2023/24  | VfL Red Hocks Kaufering II (1:6)  |                                |                        |                  |
| 2024/25  | SC DHfK Leipzig II (7:5)          | MFBC Grimma/Leipzig (7:22)     |                        |                  |

(*) = Spielgemeinschaft mit TSG Erlensee

### Kleinfeld
| Saison   | Liga (Spielklasse)                         | Platzierung | Ligastärke | Sonstiges                                           |
| -------- | ------------------------------------------ | ----------- | ---------- | --------------------------------------------------- |
| 2008/09* | Hessenliga (I)                             | 4.          | 4          | Gründungsmitglied                                   |
| 2009/10* | Hessenliga (I)                             | 4.          | 5          | -                                                   |
| 2010/11* | Hessenliga (I)                             | 5.          | 5          | -                                                   |
| 2011/12* | Hessenliga (I)                             | 2.          | 6          | Qualifizierungsrunde zur Deutschen Meisterschaft    |
| 2012/13  | Hessenliga (I)                             | 5.          | 6          | -                                                   |
| 2013/14  | Hessenliga (I)                             | 6.          | 7          | -                                                   |
| 2014/15  | Hessenliga (I)                             | 5.          | 6          | -                                                   |
| 2015/16  | Hessenliga (I)                             | 7.          | 10         | -                                                   |
| 2016/17  | keine Teilnahme                            | -           | -          | -                                                   |
| 2017/18  | Verbandsliga Hessen (II)                   | 6.          | 6          | -                                                   |
| 2018/19  | Rheinland-Pfalz Saarland Liga (II)         | noch offen  | 3          | Gründungsmitglied                                   |
| 2019/20  | Verbandsliga Hessen (II)                   | 6.          | 7          | -                                                   |
| 2020/21  | Verbandsliga Hessen (II)                   |             | 5          | Saison aufgrund der Coronapandemie abgesagt.        |
| 2020/21  | Rheinland-Pfalz Saarland Liga (II)         |             | 3          | Saison aufgrund der Coronapandemie abgesagt.        |
| 2021/22  | Verbandsliga Rheinland-Pfalz/Saarland (II) |             | 3          | -                                                   |
| 2022/23  | Verbandsliga Rheinland-Pfalz / Saarland    | 1.          | 3          |                                                     |
| 2023/24  | Verbandsliga Rheinland-Pfalz / Saarland    | 2.          | 3          |                                                     |
| 2024/25  | eFloorball.de-Regionalliga KF Staffel Süd  | 1.          | 6          | Vizemeister Hessen Kleinfeld Final4; WDMQ-Teilnahme |

(*) = als Abteilung

### Kleinfeld (Rheinland-Pfalz/Saar Meisterschaft)
| Saison | Platzierung | Teilnehmerzahl | Austragungsort | Sonstiges                                                                           |
| ------ | ----------- | -------------- | -------------- | ----------------------------------------------------------------------------------- |
| 2009*  | 1.          | 3              | Ludwigshafen   | -                                                                                   |
| 2010   | -           | -              | -              | keine Austragung                                                                    |
| 2011*  | 1.          | 6              | Ludwigshafen   | -                                                                                   |
| 2012*  | 1.          | 3              | Mainz          | -                                                                                   |
| 2013   | 1.          | 5              | Ludwigshafen   | weitere Mainzer Teams: Floorball Mainz 2: 2.                                        |
| 2014   | 1.          | 7              | Mainz          | -                                                                                   |
| 2015   | 1.          | 10             | Ludwigshafen   | weitere Mainzer Teams: Floorball Mainz 2: ?                                         |
| 2016   | 1.          | 9              | Mainz          | weitere Mainzer Teams: Classics: 2., Floorball Mainz 2: 6., Floorball Mainz U17: 9. |
| 2017   | 2.          | 7              | Ludwigshafen   | weitere Mainzer Teams: Floorball Mainz 2: 3.                                        |
| 2018   | 1.          | 10             | Saarbrücken    |                                                                                     |
| 2019   |             |                | Mainz          |                                                                                     |
| 2020   |             |                |                | ausgefallen                                                                         |
| 2021   |             |                |                | Saison aufgrund der Coronapandemie abgesagt.                                        |
| 2022   |             |                |                | ausgefallen                                                                         |
| 2023   | 1.          | 4              | Ludwigshafen   | weitere Mainzer Teams: Floorball Mainz 2                                            |

(*) = als Abteilung
Neben Floorball Mainz hat nur der VBC Olympia 72 Ludwigshafen in allen Jahren mindestens ein Team gestellt (Stand 2017).

## Damenmannschaft

### Damen (Kleinfeld)
| Saison  | Liga (Spielklasse)             | Platzierung | Ligastärke | Sonstiges                                    |
| ------- | ------------------------------ | ----------- | ---------- | -------------------------------------------- |
| 2018/19 | Regionalliga West – Hessen (I) | 3.          | 3          | -                                            |
| 2019/20 | Regionalliga West – Hessen (I) | 2.          | 3          | -                                            |
| 2020/21 | Regionalliga West – Hessen (I) | -           | 3          | Saison aufgrund der Coronapandemie abgesagt. |
| 2021/22 | Regionalliga West – Hessen (I) | 2.          | 3          | -                                            |

### Damen (Großfeld)
| Saison  | Liga (Spielklasse)        | Platzierung | Ligastärke | Sonstiges                   |
| ------- | ------------------------- | ----------- | ---------- | --------------------------- |
| 2022/23 | RL Süd-West Damen GF (II) | 2.          | 3          | einzige Austragung der Liga |

### Floorball Deutschland Pokal (Damen)
| Saison  | 16-tel Finale     | Achtelfinale                | Viertelfinale              | Halbfinale         | Finale | Sonstiges                                           |
| ------- | ----------------- | --------------------------- | -------------------------- | ------------------ | ------ | --------------------------------------------------- |
| 2018/19 | Freilos           | USV TU Dresden (1:10)       |                            |                    |        | Spielgemeinschaft mit Black Pitballs St. Wendel     |
| 2019/20 | Freilos           | USV TU Dresden (2:4)        |                            |                    |        |                                                     |
| 2020/21 | Freilos           |                             |                            |                    |        | Saison aufgrund der Coronapandemie abgesagt.        |
| 2021/22 | nicht ausgespielt | SG Tübingen/Feuerbach (1:5) |                            |                    |        | Spielgemeinschaft mit der SG Marburg/Griedel        |
| 2022/23 |                   | SSF Dragons Bonn (3:11)     |                            |                    |        |                                                     |
| 2023/24 | Freilos           | USV TU Dresden (5:2)        | TV Eiche Horn Bremen (6:3) | FBC München (4:10) |        | Spielgemeinschaft mit ESV Ingolstadt Schanzer Ducks |
| 2024/25 | nicht ausgespielt | TSG Erlensee (2:4)          |                            |                    |        |                                                     |

## Nachwuchs
Floorball Mainz betreibt seit Vereinsgründung intensiv Nachwuchsarbeit. So sind in drei Jahren vier Jugendmannschaften entstanden. Die größten Erfolge waren die Hessenmeisterschaft 2014/15 der U11 und die Hessenmeisterschaft der U13 2022/23.
Zusätzlich kooperiert Floorball Mainz mit Schulen. Schul-AGs werden im Frauenlob-Gymnasium und in der Ludwig-Schwamb-Schule angeboten, weitere Nachmittagsbetreuung im Gutenberg-Gymnasium sowie der Eisgrub-Schule.

## Hochschulsport
Seit dem Wintersemester 2015/2016 ist Floorball in Kooperation mit Floorball Mainz als Sportart im offiziellen Hochschulsport der Johannes Gutenberg-Universität Mainz vertreten.

## Öffentlichkeitsarbeit
Floorball Mainz nimmt sowohl bei den deutschen Floorballvereinen als auch bei den Mainzer Amateursportvereinen eine Vorreiterrolle im Bereich der Öffentlichkeitsarbeit mit Social Media ein. Neben einer sehr aktiven Facebookseite betreibt Floorball Mainz eine eigene Homepage, eine Instagramseite (seit 2016) sowie einen Youtube-Kanal.
2016 wurde Floorball Mainz für das Konzept „Digital First – Vereinsmanagement im 21. Jahrhundert“ – in dem vor allem die Vereinsarbeit mit Social Media ausgeführt wurde – mit dem 15. Platz des Sportinitiativpreises der Stadt Mainz ausgezeichnet.